# Hoquei Club Palau de Plegamans (femenino)
El Hoquei Club Palau de Plegamans, actualmente Generali HC Palau de Plegamans debido al patrocinio de Generali Seguros, es un equipo de hockey sobre patines de la localidad vallesana de Palau-solità i Plegamans que actualmente milita en la OK Liga Femenina.
Consiguieron el ascenso a la categoría reina al proclamarse campeonas de la Liga Nacional Catalana de hockey patines en la temporada 2010/2011, tras el segundo puesto de la temporada anterior. En la temporada 2014/2015 se conquistó por primera vez en la historia el título de campeonas de la máxima categoría, un punto por encima del cuádruple campeón de OK Liga, el CP Voltregà.
La temporada 2015/2016 el equipo debutó en la X edición de la Euroliga Femenina, llegando a disputar la Final Four de Manlleu después de eliminar al SL Benfica, vigente campeón. El equipo cayó eliminado en la semifinal del 19 de marzo de 2016 frente al equipo anfitrión, el CP Manlleu por 3-5.
En la otra competición doméstica, la Copa de la Reina, el equipo ha logrado clasificarse hasta en dos ocasiones (temporada 2013-2014 y 2015-2016). En la temporada 2015-2016 consiguió plantarse en la final de Lloret, cayendo eliminadas 2-3 en la tanda de penaltis contra el Solimar HC Gijón.
En la temporada 2018/2019 disputó su primera final de la Euroliga Femenina, perdiéndola en la prórroga ante el Club Patí Voltregà por 2 a 1 y ganó su segundo título de la OK liga tras imponerse al CP Manlleu en la última jornada de liga.

## Palmarés
- 5 Ligas: 2014-15, 2018-19, 2020-21, 2021-22, 2023-24
- 1 Copa de la Reina: 2024
- 3 Copa de Europa: 2020-21, 2021-22, 2024-25
- 1 Supercopa de España: 2021-22
- 1 Ligas catalanas: 2020-21
- 2 Lliga Nacional Catalana: 2010-2011, 2023-24